# Salvage Marines
Salvage Marines este un serial american de televiziune science-fiction, creat de Sean-Michael Argo, Rafael Jordan și Jamie R. Thompson, bazat pe seria de romane Necrospace a lui Sean-Michael Argo, cu Casper Van Dien în rol principal. Serialul a avut premiera la 28 iulie 2022, toate cele șase episoade ale primului sezon fiind disponibile pentru vizionare la acea dată.
Drepturile de distribuție din America de Nord au fost achiziționate de Screen Media⁠(d) la 7 iunie 2022.
Serialul a fost anunțat pentru prima dată de SPI International la 10 aprilie 2019 ca fiind unul dintre cele patru seriale TV pe care le vor produce, în parteneriat cu Philippe Martinez⁠(d).

## Premisă
Serialul are loc într-un viitor distopic în care celor oprimați li se oferă un viitor mai bun, de a servi un pluton de soldați pentru a lupta în spațiul îndepărtat. Personajul lui Van Dien, Samuel Hyst, este un muncitor dintr-o fabrică care trăiește pe planeta Baen 6. El se alătură armatei după ce a aflat că soția sa este însărcinată și că datoria sa socială va fi transmisă copilului său.

## Distribuție
- Casper Van Dien ca Samuel Hyst
- Peter Shinkoda⁠(d) ca Ben Takeda
- Armand Assante ca Kelkis Morturi
- Jennifer Wenger ca Jada Sek
- Kevin Porter ca Boss Wynn Marsters
- Linara Washington ca Sura Hyst
- Gianni Capaldi⁠(d) ca Tyrol Gaius
- Shane Graham ca Harold Marr
- Ashley Mary Nunes ca Yvonne White
- Eddie Davenport ca Patrick Baen
- Nicole Reddinger ca Sasha
- Elle Lamont ca Boss Maggie Taggart
- Ciera Foster ca Boss Lucinda Ulanti
- Aaron Schoenke ca Logan Shaw
- George Kosturos ca Spencer Green
- Lauren Compton ca Virginia Tillman
- Austin Parsons ca Aaron Baen
- B. Dave Walters ca Imago
- Richie Montgomery ca administrator
- Whitney Hice ca Andrea Baen
- Almog Pail ca Bianca Kade
- Jessica Uberuaga ca Gretchen
- Isaiah LaBorde ca Womack

## Episoade
| Nr. | Titlu                             | Regizat de           | Scris de                          | Data lansării |
| --- | --------------------------------- | -------------------- | --------------------------------- | ------------- |
| 1   | „Tango Platoon”                   | Shaun Paul Piccinino | Sean-Michael Argo & Rafael Jordan | 28 iulie 2022 |
| 2   | „Fuel Cells & Mech Warriors”      | Shaun Paul Piccinino | Sean-Michael Argo & Rafael Jordan | 28 iulie 2022 |
| 3   | „Death in Downspire”              | Shaun Paul Piccinino | Sean-Michael Argo & Rafael Jordan | 28 iulie 2022 |
| 4   | „Rift in the Universe”            | Shaun Paul Piccinino | Sean-Michael Argo & Rafael Jordan | 28 iulie 2022 |
| 5   | „Helion Engineers & Grotto Greed” | Shaun Paul Piccinino | Sean-Michael Argo & Rafael Jordan | 28 iulie 2022 |
| 6   | „Showdown on Planet Gedra”        | Shaun Paul Piccinino | Sean-Michael Argo & Rafael Jordan | 28 iulie 2022 |

## Marketing
Serialul a avut o prezentare pe panel la San Diego Comic-Con, la care au participat vedetele Casper Van Dien, Peter Shinkoda, Jennifer Wenger și Linara Washington.

## Lansare
Serialul a fost lansat pe Popcornflix⁠(d) la 28 iulie 2022 și a fost adăugat ulterior pe serviciul Crackle la 1 septembrie 2022.